# Vlag van het Groothertogdom Berg

De vlag van Berg tussen 1806 en 1808.

De Vlag van Frankrijk werd gebruikt in Berg tussen 1808 en 1813.

De vlag van het Groothertogdom Berg bestond tussen 1806 tot 1808 uit twee gelijke horizontale banden in de kleuren wit boven purper (Amarant). Amarant was een geliefde kleur van generaal Joachim Murat, die van 1806 tot 1808 groothertog van Berg was.
Nadat Murat door Napoleon Bonaparte tot koning van Napels benoemd werd nam een Franse commissie het bestuur van het groothertogdom over in naam van Napoleon Lodewijk Bonaparte, de neef van Napoleon. De commissie voerde de Franse vlag in als vlag van Berg. Deze vlag blijft in gebruik totdat Berg als Franse vazalstaat na de Slag bij Leipzig in 1813 wordt opgeheven.
Rijksstad Aken · Anhalt · Baden · Bataafse Republiek · Koninkrijk der Beide Siciliën · Koninkrijk Beieren · Groothertogdom Berg · Hertogdom Bourgondië · Brunswijk · Cornwall · Koninkrijk Dalmatië · Vrije Stad Danzig · Duitse Democratische Republiek · Duitse Rijk · Deutschösterreich · Engelse Gemenebest · Koninkrijk Etrurië · Vrijstaat Fiume · Republiek Gumuljina · Koninkrijk Hannover · Hanze · Heilige Roomse Rijk · Herceg-Bosna · Hessen-Darmstadt · Hessen-Kassel · Hessen-Homburg · Volksstaat Hessen · Idel-Oeral Staat · Joegoslavië · Kerkelijke Staat · Koeban · Koerland · Republiek Krakau · Lucca · Prinsbisdom Luik · Luikse Republiek · Mecklenburg-Schwerin · Mecklenburg-Strelitz · Memelland · Midden-Litouwen · Nazi-Duitsland · Neutraal Moresnet · Occitanië · Oldenburg · Oost-Roemelië · Oostenrijk-Hongarije · Ottomaanse Rijk · Parthenopeïsche Republiek · Pommeren · Pruisen · Republiek Ragusa · Reuss jongere linie · Reuss oudere linie · Volksstaat Reuss · Rijnprovincie · Protectoraat Saarland · Saksen · Saksen-Altenburg · Saksen-Coburg en Gotha · Saksen-Hildburghausen · Saksen-Meiningen · Savoie · Servië en Montenegro · Sovjet-Unie · Transkaukasische Socialistische Federatieve Sovjetrepubliek · Tsjecho-Slowakije · Unie van Kalmar · Republiek Venetië · Waldeck-Pyrmont · Westfalen · Weimarrepubliek · Württemberg ·  Republiek der Zeven Verenigde Nederlanden (1572-1795) · Republiek der Zeven Verenigde Nederlanden (1650-1795)